# Kizaki
Kizaki (japonsky 木崎湖, Kizaki-ko) je nejjižněji ležící jezero z trojice sladkovodních jezer Nišina (dalšími jsou Aoki a Nakacuna), která náleží k městu Ómači v prefektuře Nagano.

## Geografie
Jezero zaujímá plochu asi 1,7 km2. Po obvodu měří 6,5 kilometru, což při průměrné hloubce 17,9 metrů dává dohromady objem asi 0,025 km3 vody. Leží ve výšce 764 metrů nad mořem a je tektonického původu. Nachází se na dně zlomu na úpatí Severních Alp, který je součástí rozsáhlé tektonické linie Itoigawa-Šizuoka.
Kizaky je nápajené řekami Inaosawa a Nogu, která protéká i zbylými dvěma jezery.
V okolí jezera je dobře zachovaná příroda, navzdory tomu se Kizaki nevyhnulo eutrofizaci. Ta v roce 1986 dosáhla takové míry, že se pravidelně až do roku 1993 objevoval na jezeře takzvaný rudý příliv, stav, kdy voda zčervenala v důsledku bujení ruduch a dalších řas. Kvalita vody byla alarmující, a japonské úřady proto zahájily v roce 2005 činnosti s cílem toto zlepšit. Součástí řešení byla podpora rozvoje kanalizačního systému v okolních obcích a instalace protiseptických zařízení do tamních domech.
Viditelnost se pohybuje od 2 do 8 metrů hloubky v závislosti na ročním období.
V červnu se teplota povrchové vody pohybuje okolo 20 °C, zatímco v hloubce 10 metrů má poloviční hodnotu.

## Využití

### Turistika
Kizaki je oblíbenou turistickou destinací, kam se jezdí za odpočinkem, vodními sporty a jachtingem. Na břehu stojí mnoho penzionů a hostinců s velkou ubytovací kapacitou a také sportovišť. Protože je jezero mezi horami, v zimním období se k němu sjíždějí také lyžaři.
Každoročně se zde v srpnu koná festival ohňostrojů.

### Rybářství
Jezero je kromě výše zmíněného také oblíbenou rybářskou lokalitou, někteří turisté sem dokonce jezdí výhradně kvůli rybolovu. Mezi zde nejčastěji lovené ryby patří kapři, karasové, jalci a tolstolobcové. Žije a loví se zde také endemický poddruh lososa masu (Oncorhynchus masou).

### Vědecký výzkum
Od roku 1981 probíhá na jezeře ekologický a geologický výzkum. Jeden cílí na ochranu přírody, druhý probíhá za účelem zkoumání tektonické aktivity ve čtvrtohorách a studia jezerních sedimentů, na jejichž základě lze odvodit, jaké klimatické podmínky v oblasti dříve panovaly.
Kromě toho zde jednou měsíčně provádí pozorování vědecká skupina Lake Ecology Research Group, která spadá pod přírodovědeckou fakultu Univerzity Šinšú.

## Galerie

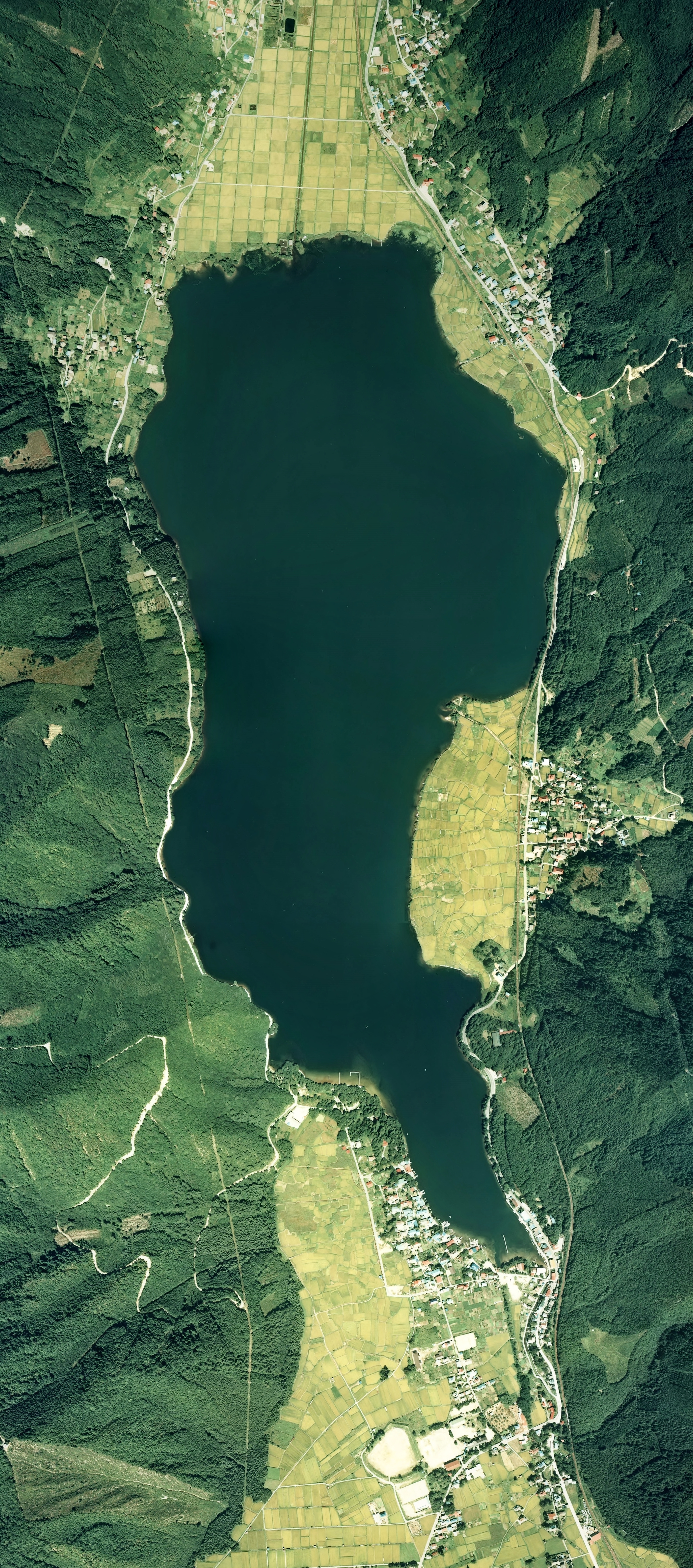
Letecká mapa
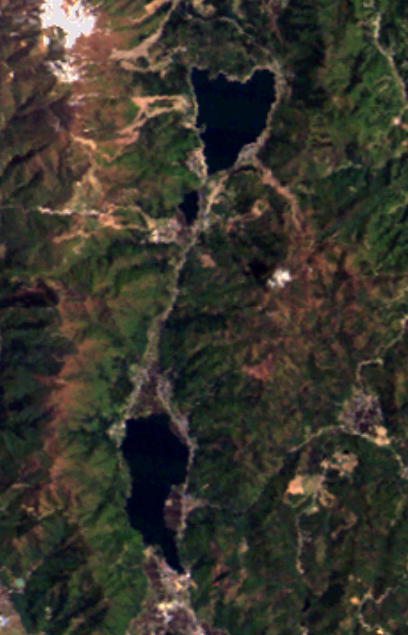
Trojice jezer Nišina
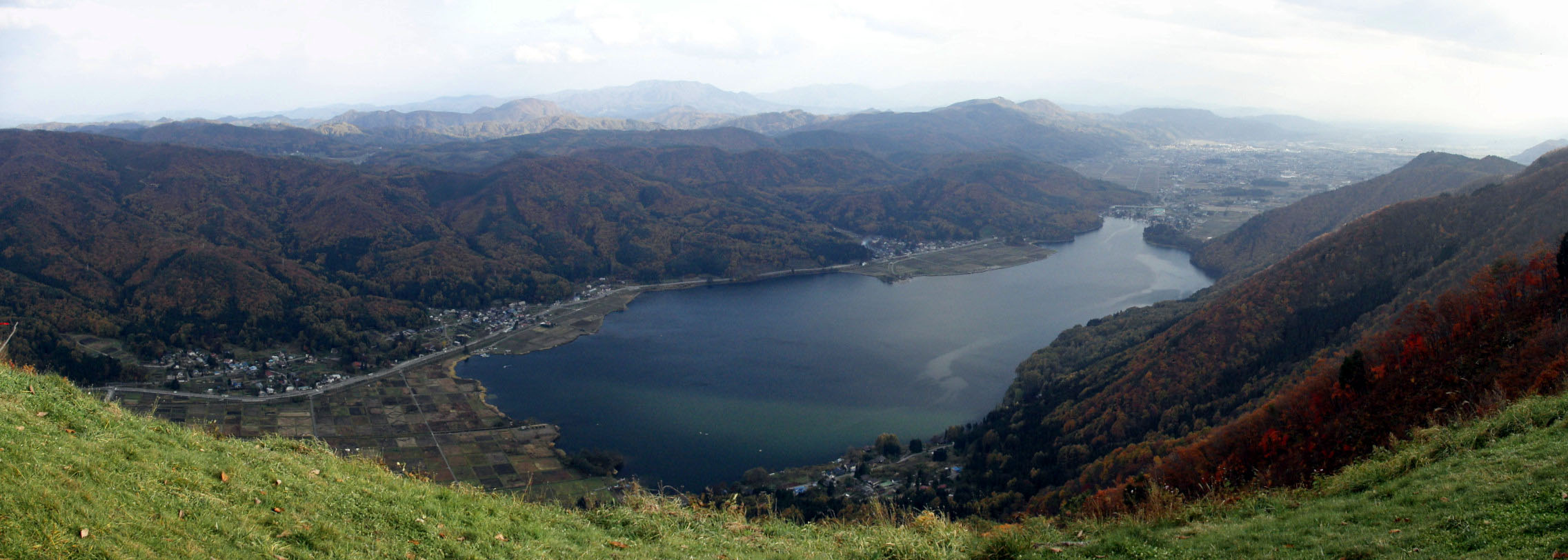
Pohled na jezero